# 新津村
新津村（しんづむら）は静岡県の西部、敷知郡・浜名郡に属していた村である。現在の浜松市中央区の一部、おおむね馬込川以西の南部にあたる。

## 地理
- 河川：馬込川

## 歴史
- 1889年（明治22年）4月1日 - 町村制の施行により、法枝村、田尻村、米津村、新橋村、堤村、小沢渡村、倉松村、瓜内村［一部］が合併して敷知郡新津村が発足。
- 1896年（明治29年）4月1日 - 郡制の施行により所属郡が浜名郡に変更。
- 1951年（昭和26年）3月23日 - 浜松市に編入。同日新津村廃止。
- 2007年（平成19年）4月1日 - 浜松市が政令指定都市に移行し、旧村域は南区の所属となる。
- 2024年（令和6年）1月1日 - 浜松市の行政区再編に伴い、旧村域が中央区となる。